# Ponte Çanakkale 1915
A Ponte Çanakkale 1915 (em turco:  1915 Çanakkale Köprüsü), também conhecida como Ponte dos Dardanelos (em turco: Çanakkale Boğaz Köprüsü), é uma ponte suspensa rodoviária na província de Çanakkale, no noroeste da Turquia. Situada ao sul das cidades de Lapseki e Gelibolu, a ponte atravessa o estreito dos Dardanelos, cerca de 10 km (6,2 milhas) ao sul do Mar de Mármara.
A ponte é a peça central de uma autoestrada planejada, a Rodovia Kınalı-Balıkesir, de 321 quilômetros de extensão de US$ 2,8 bilhões, que conectará as rodovias O-3 e O-7 na Trácia Oriental à rodovia O-5 na Anatólia. Com um vão principal de 2 023 m (6 637 pés), a ponte ultrapassou a Ponte Akashi Kaikyo no Japão em 32 m (105 pés) para se tornar a ponte suspensa mais longa do mundo.
A ponte foi inaugurada oficialmente pelo presidente Recep Tayyip Erdoğan em 18 de março de 2022. A ponte é a primeira travessia fixa sobre os Dardanelos e a sexta sobre o estreito turco (depois de 3 pontes e 2 túneis sobre o Bósforo) no geral.

## Projeto
A ponte foi projetada pela COWI A/S e PEC (Pyunghwa Engineering Consultants na Coreia do Sul, apenas para projetos de cabos e pacotes de projetos de pontes de aproximação). Arup e AAS Jacobsen participaram do projeto como Independent Design Verifier (IDV). Os consultores do Administrador são Tekfen e T-ingénierie.
O comprimento total da ponte é de 3 563 m e, juntamente com os viadutos de aproximação, o comprimento atinge 4 608 m, o que supera o comprimento total da Ponte Osman Gazi e seus viadutos de aproximação em 527 m, para se tornar a ponte mais longa de qualquer tipo na Turquia.
A altura das duas torres da ponte é de 318 m (1.043 pés) de altura, tornando-a a segunda ponte mais alta da Turquia, depois da Ponte Yavuz Sultan Selim, e a terceira estrutura mais alta do país. Internacionalmente, a ponte é a sexta ponte mais alta do mundo , superando a Ponte Sutong na China. O tabuleiro da ponte tem 72,8 m (239 pés) de altura e 45,06 m (147,8 pés) de largura, com uma espessura máxima de 3,5 m (11 pés). O tabuleiro tem seis pistas de auto-estrada (três em cada sentido), juntamente com duas passarelas de cada lado para manutenção.

## História
Em 16 de maio de 2020, foi concluída a segunda torre, no lado de Galípoli (costa europeia). Até 13 de novembro de 2021, todos os decks de blocos foram alcançados.  A ponte de portagem abriu ao tráfego em 18 de março de 2022, com um preço de portagem de 200 liras (€ 12,20).

## Figuras simbólicas
Algumas figuras simbólicas estão associadas à ponte. O número 1915 no nome, a altura do ponto de interseção do cabo principal (318 m), e a data de lançamento (18 de março) estão relacionados à vitória naval turca em 18 de março de 1915 durante as operações navais na Campanha de Galípoli. O comprimento do vão principal da ponte, 2023 metros, refere-se ao centenário da República Turca em 2023.

## Galeria

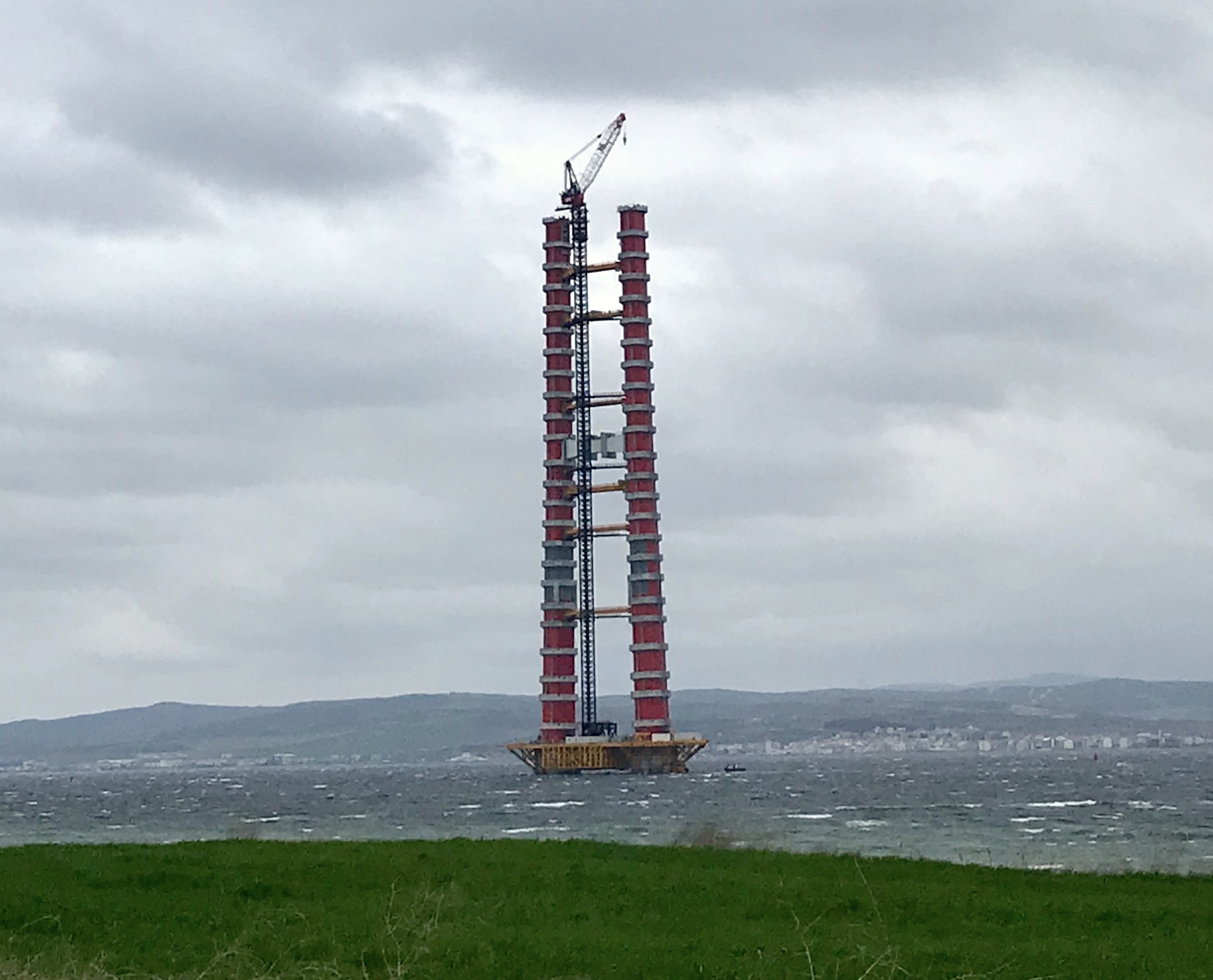
Torre ocidental, março de 2020
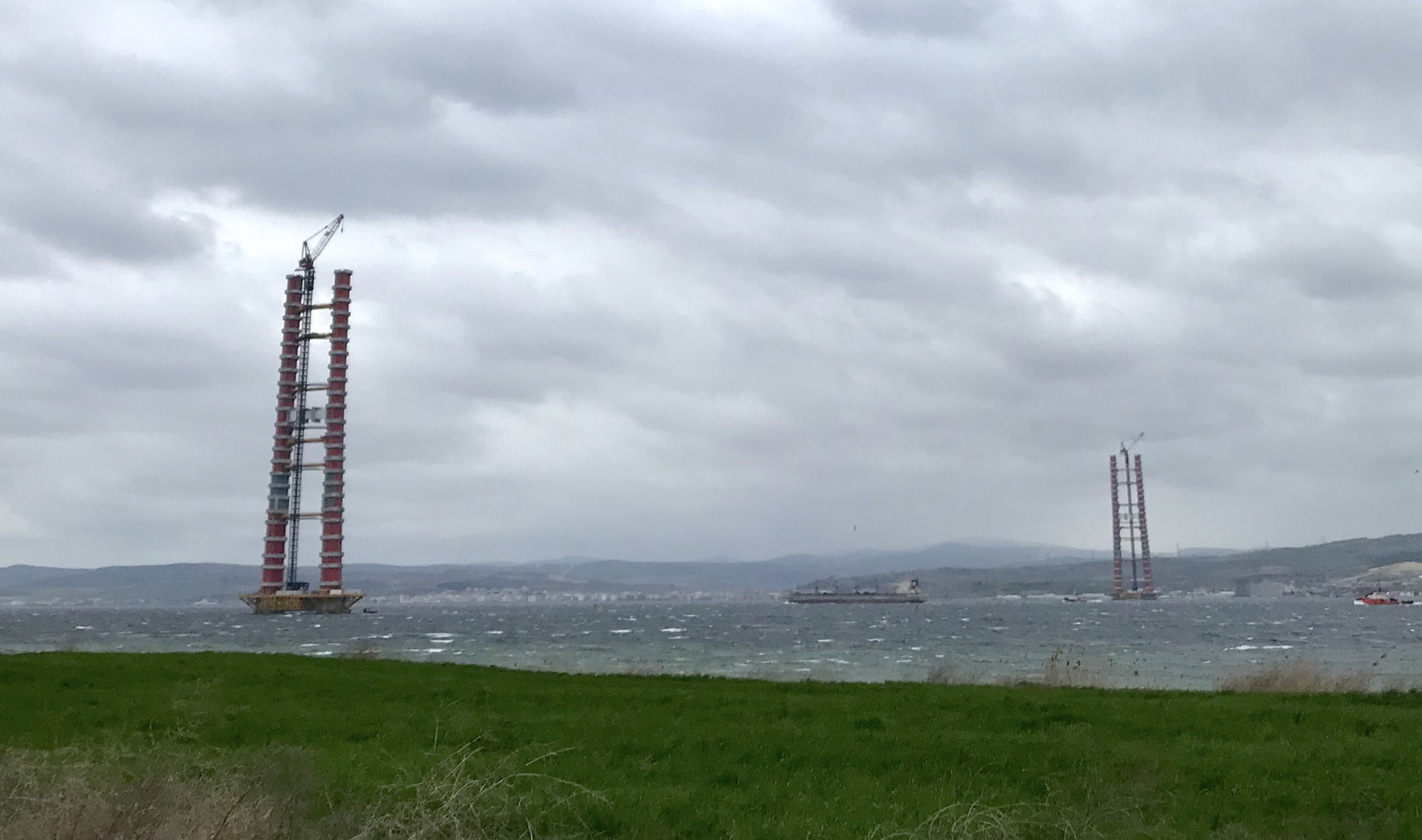
Vista do lado europeu para o lado asiático, março de 2020
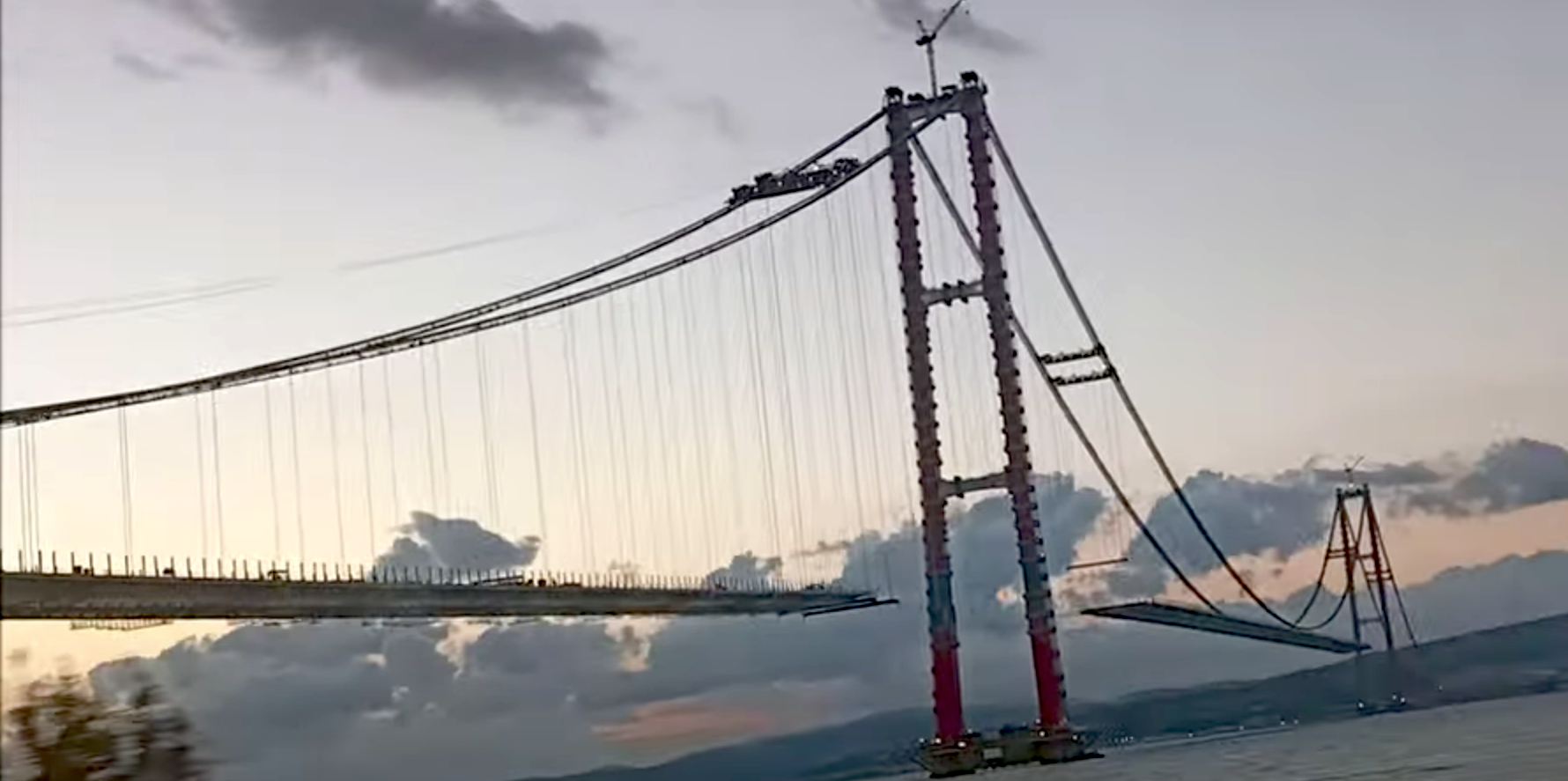
Ponte em 2021
Comparação das elevações laterais da Ponte Çanakkale de 1915 e algumas pontes notáveis na mesma escala. Clique para a versão interativa